# 2002 au Vatican
Chronologie du Vatican
- 1998
- 1999
- 2000
- 2001
- 2002
- 2003
- 2004
- 2005
- 2006

Cette page concerne les évènements survenus en 2002 au Vatican  :

## Évènement
- 15 février : L'évêque du diocèse de Dorchester, nomme 14 prêtres impliqués dans des abus sexuels sur des enfants, de 1963 à 1987.
- février : l'archidiocèse de Boston identifie 80 prêtres ayant abusé d'enfants au cours des 40 dernières années.
- 8 mars 2002 : Anthony J. O'Connell, évêque catholique de Palm Beach, démissionne après avoir admis avoir abusé sexuellement d'un adolescent au séminaire 27 ans auparavant.
- 28 mars : Jean-Paul II accepte la démission de Julius Paetz, archevêque de Poznań, en Pologne, en raison d'un scandale sexuel et d'accusations d'abus sur de jeunes séminaristes.
- 31 mars : Jean-Paul II profite de son message de Pâques pour appeler à la fin de la violence en Terre Sainte.
- 15 avril : Jean-Paul II convoque tous les cardinaux américains au Vatican pour discuter des scandales d'abus sexuels commis aux États-Unis.
- 23 avril : Jean-Paul II ouvre une réunion au Vatican avec des cardinaux américains pour discuter des abus sexuels commis par le clergé.
- 24 avril : Les cardinaux américains réunis au Vatican publient un communiqué demandant des procédures accélérées pour défroquer les prêtres coupables d'abus sexuels sur des mineurs.
- 22 mai : Jean-Paul II arrive en Azerbaïdjan pour une visite de deux jours avant de se rendre en Bulgarie. Il espère améliorer les relations avec les croyants musulmans et chrétiens orthodoxes.
- 24 mai : Jean-Paul accepte la démission de Rembert Weakland (75 ans), archevêque de Milwaukee. Weakland a admis avoir réglé en 1998 un montant de 450 000 dollars à Paul Marcoux (53 ans) pour une agression sexuelle présumée en 1979.
- 28 mai 2002 : Le président Bush rencontre le pape Jean-Paul II au Vatican et lui fait part de ses inquiétudes concernant les scandales sexuels impliquant le clergé catholique aux États-Unis.
- 14 juin 2002 : Les évêques américains votent en faveur de la révocation de tout prêtre qui abuse d'un mineur, mais sans aller jusqu'à la tolérance zéro, comme le demandent certaines victimes.
- 16 juin 2002 : Jean-Paul II déclare saint Padre Pio (mort en 1968), un moine capucin mystique.
- 23 juillet 2002 : Jean-Paul II, frêle, descend les marches de son avion au lieu d'utiliser un ascenseur après son arrivée au Canada pour rejoindre des milliers de jeunes pèlerins catholiques pour les Journées mondiales de la jeunesse. Des dizaines de milliers de jeunes catholiques exubérants se sont massés à Toronto pour accueillir le Pape.
- 28 juillet 2002 : Au Canada, le pape Jean-Paul II clôture les célébrations de la Journée mondiale de la jeunesse devant 800 000 personnes dans l'immense parc Downsview de Toronto. S'exprimant publiquement pour la première fois sur le scandale des abus commis par l'église, le pape Jean-Paul II déclare aux jeunes catholiques que les abus sexuels commis par des prêtres sur des enfants « nous remplissent tous d'un profond sentiment de tristesse et de honte ».
- 30 juillet : À Guatemala City, le pape Jean-Paul II canonise son 463e saint, Pedro de San Jose Betancur, un missionnaire espagnol du XVIIe siècle et le premier saint d'Amérique centrale.
- 30 juillet : Jean-Paul II entame une visite de trois jours au Mexique pour canoniser Juan Diego. Il arrive du Guatemala et est salué par le président Vicente Fox et des dizaines de milliers de personnes dans les rues de Mexico.
- 31 juillet 2002 : Jean-Paul II canonise Juan Diego, un paysan à qui, selon la tradition ecclésiastique, la Vierge Marie est apparue il y a 500 ans, lors d'une cérémonie à Mexico qui a attiré plus d'un million de croyants dans les rues.
- 2 août : Jean-Paul II rentre à Rome après avoir terminé un pèlerinage de 11 jours au Canada, au Guatemala et au Mexique.
- 5 août 2002 : Le Vatican excommunie sept femmes qui prétendent avoir été récemment ordonnées prêtres, car elles ont attaqué la structure fondamentale de l'Église catholique. Les sept femmes, originaires d'Allemagne, d'Autriche et des États-Unis, ont défié un précédent avertissement du Vatican les invitant à se repentir de leur participation à une cérémonie du 29 juin qui, selon elles, les a ordinées prêtresses.
- 16 août 2002 : Jean-Paul II retourne en Pologne pour une visite de trois jours.
- 18 août 2002 : Lors d'une messe d'adieu en larmes dans sa ville bien-aimée de Cracovie, le pape Jean-Paul II déclare à plus de 2 millions de Polonais qu'il aimerait revenir un jour, mais que « cela dépend entièrement de Dieu ».
- 19 août 2002 : Jean-Paul II, malade et vieillissant, fait des adieux émouvants à sa patrie à l'issue d'une visite de quatre jours dans la région de Cracovie, en Pologne.
- 6 octobre 2002 : Jean-Paul II élève à la sainteté Josemaría Escrivá de Balaguer, le prêtre espagnol qui a fondé l'organisation catholique conservatrice Opus Dei (1928).
- 13 décembre : Jean-Paul II accepte la démission, pour cause d'abus sexuels, du cardinal Bernard Law de Boston (71 ans).
- 20 décembre : Jean-Paul II approuve un miracle de Mère Teresa (morte en 1997).